# رز تودور
رز تودور (انگلیسی: Tudor rose) یا رز اتحادیه (انگلیسی: Union rose) نشانک سنتی انگلیس است. اسم این نشان ریشه در دودمان تودور دارد. رز تودور بعد از جنگ رزها به دستور هنری هفتم با ترکیب رز سفید یورک و رز قرمز لنکستر جهت پایان دادن به اختلافات دو دودمان یورک و لنکستر طراحی شد.

رز تودور
رز سفید یورک
رز قرمز لنکستر